# Хановер (Индијана)
Хановер (енгл. Hanover) град је у америчкој савезној држави Индијана.

## Демографија
По попису из 2010. године број становника је 3.546, што је 712 (25,1%) становника више него 2000. године.
| Група             | 2000.         | 2010.         |
| Белци             | 2.713 (95,7%) | 3.300 (93,1%) |
| Афроамериканци    | 58 (2,0%)     | 80 (2,3%)     |
| Азијати           | 9 (0,3%)      | 28 (0,8%)     |
| Хиспаноамериканци | 35 (1,2%)     | 85 (2,4%)     |
| Укупно            | 2.834         | 3.546         |